# Картино
Ка́ртино (рос. Картино) — присілок у складі Ленінського міського округу Московської області, Росія.

## Населення
Населення — 183 особи (2010; 113 у 2002).
Національний склад (станом на 2002 рік):
- росіяни — 96 %